# 朱巴·阿克波姆
朱巴·阿梅奇·阿克波姆（英語：Chuba Amechi Akpom；1995年10月9日—）是一名英格兰職業足球员，現效力於英冠球隊伊普斯威奇（荷甲球會阿積士外借）。司職前鋒。

## 童年
阿克波姆出生于伦敦自治市纽汉区。拥有尼日利亚血统，他的父母都是阿森纳球迷

## 职业生涯

### 阿森纳
阿克波姆六岁即加入阿仙奴青训十五岁开始为阿森纳U18踢球。2012年10月10日，十七岁的他和阿仙奴签署了职业合同，成为了一名职业球员。在2012年12月欧冠对阵奥林匹亚科斯的比赛中，阿克波姆首次进入一线队大名单，但没有获得上场机会。
首場在英格蘭超級聯賽上陣是2013年9月14日3-1大勝新德蘭，他在補時3分鐘，代替受傷的基奧特。第二次出場是9月25日聯賽杯第三輪比賽客場挑戰西布朗。在82分鐘替代伊斯菲特，比賽進入加時。 阿克波姆打滿整個加時賽，並在隨後的十二碼戰中打進阿仙奴的第三個點球，幫助阿仙奴勝利。

### 賓福特
在2014年1月9日，賓福特阿克波姆租借一個月。由於傷病錯過了他租借後的首場比賽，他的首次上場是1月19日聯賽1-1戰平沃爾索爾，4次替補出場後，他的租借結束，回到阿仙奴。

### 科芬特里城
2014年2月14日阿克波姆租借加盟英格蘭足球甲級聯賽球隊考文垂，直到2013-14賽季結束。

### 回到阿仙奴
2014-15賽季8月31日，阿仙奴U21對陣西布朗的賽事帽子戲法。在2014年9月23日，阿仙奴主場1-2不敵修咸頓的聯賽杯，最後4分鐘更換比利連。他的第一次英格蘭超級聯賽是2015年1月1日上陣對修咸頓，主場5-0阿士東維拉，下半場替補並贏得一個點球，2015年2月4日阿克波姆拒絕了來自英格蘭超級聯賽和歐洲各地的其他球會，和阿仙奴續約4年半。

### 諾定咸森林
2015年3月26日，租借至英格兰冠军联赛球隊諾定咸森林至5月31日。

## 國家隊生涯
2011年2月15日阿克波姆首次代表英格蘭16歲以下足球代表隊對陣斯洛文尼亞0-0平局的友誼賽。他第二次也是最後一場比賽是2011年3月23日的2010/11勝利盾3-0北愛爾蘭。
2011年8月2日阿克波姆首次代表英格蘭17歲以下足球代表隊，4-0戰勝法羅群島及一個入球。在歐洲U17錦標賽預選賽他打滿了全部6場比賽，並攻入兩球。他共代表英格蘭17歲以下足球代表隊和打進5球。
2012年9月6日阿克波姆首次代表英格蘭19歲以下足球代表隊3-1慘敗給德國。在英格蘭19歲以下足球代表隊3-0愛沙尼亞的2013歐洲U19錦標賽預選賽是他的第一個U19入球。兩天後，他在6-0戰勝法羅群島攻入兩球。在英格蘭19歲以下足球代表隊6場比賽中，他打了2013歐洲U19錦標賽預選賽5場比賽和打進三球，但英格蘭19歲以下足球代表隊未能晉級決賽。